# NFLとAFLの統合
NFLとAFLの統合は、1960年代のアメリカ合衆国においてアメリカンフットボールの2大リーグであったNFL（ナショナル・フットボール・リーグ）とAFL（アメリカン・フットボール・リーグ）が合併した出来事を指す。合併合意は1966年6月8日に発表され、名称とロゴはNFLのものを維持することとなった。合併合意により、1966年から1969年までは両リーグを維持して、両リーグの優勝チーム同士が対戦する決勝戦（後にスーパーボウルと命名）を行い、1970年から1リーグ2カンファレンスに移行することとなった。

## 背景

### 草創期のライバル
1920年に創設されたNFL(創設当時はAPFA)には、様々なライバルリーグが設立されたが、初期においては脅威となるリーグは設立されなかった。その中でNFLの重要なライバルとなったのは1946年に設立されたAAFCである。AAFCはNFL参入を試みたことのあるフットボール愛好の富豪を集めて、財政的に十分な支援が得られる環境で設立されたが、チームの戦力が不均衡であり、それを解消する方策も導入しなかったことから人気を失い、4シーズンで解散となった。AAFCの強豪チームであったクリーブランド・ブラウンズ、サンフランシスコ・49ers、ボルチモア・コルツがNFLに参入し、AAFC4シーズン全てをリーグ制覇したブラウンズが参入直後のシーズンでもNFLチャンピオンとなった。

### AFL創立
1959年、テキサス州の石油王の息子であったラマー・ハントがシカゴ・カージナルスの所有権をバド・アダムスから取得してチームをダラスに移転するか、ダラスに新しいフランチャイズを得ることでNFLに参入することを試みた。しかし、NFLはこの時点ではリーグ拡張に興味を示さず、カージナルスの所有権を一部所有することについてもNFLから拒否されたハントは、NFLのライバルとなるアメリカン・フットボール・リーグを設立すること思いついた
1959年8月にハントは6チームのフランチャイズで新リーグを発足させた。この動きを知ったNFLは、1959年9月にハントへダラスの拡張チーム設立を提案したが、ハントはすでに新リーグの設立にのみ興味を持っており、この提案を拒否した。1959年8月の6チームは1960年開幕時には8チームに増えた。8チームの内の4チームはNFLと地域を競合したが、あとの4チームはボストン、バッファロー、デンバー、ヒューストンといったアメリカンフットボールと馴染のなかった地域に設立され、国内におけるアメリカンフットボールの市場を拡大させた。
AFLは弱小大学や黒人が多い大学といったNFLが軽視していた大学から積極的に選手を獲得し、スター選手へと成長させ、NFLから戦力外となった選手にも再チャレンジの場を与えて、スター選手となっていった。

### 両リーグの競合
当初、NFLはAFLの選手のレベルは低く、メディアもAFLよりもNFLに好意的であったのでAFLはライバルにならないと考えていた。実際にNFLの記事で収入を得ていたスポーツ誌の記者はAFLの批判的な記事を書き、AFLの試合はテレビ放送されることはなかった。
しかし、AFLのオーナー達はNFLのオーナー達よりも裕福な者が多く、リーグ設立序盤の財政難に我慢できる環境にあり、大学のスター選手であったジョー・ネイマスを高額契約で獲得したり、サンディエゴやカンザスシティといったNFLのない市場にアクセスすることにより、徐々に人気を獲得していった。1965年にはNBCとAFLが5年間の放映契約を締結するに至った。
AFLが一定の人気を得ると、大学の有望選手をAFLとNFLを前例のないような高額で奪い合うようになった。この時点でNFLの方がAFLよりも観客動員は多く、チーム自体の財政状況はNFLの方に優位があったが、NFLのオーナー達の多くはNFLチーム以外の財産がほとんどないのに対して、AFLのオーナー達の多くはチーム以外での財産を多く保有していたので、このような獲得合戦が激化するとNFLの継続が危ぶまれることがNFLのオーナー達の共通認識となっていった。
一方で、個人として財政的余裕があるAFLのオーナー達にとっても、選手の獲得費用が青天井的に上昇することは望ましくないと考えるようになっていた。

## 合併合意
両リーグのオーナー共にこれ以上の競争激化を望んでおらず、ダラス・カウボーイズのゼネラルマネージャーからラマー・ハントら、AFLオーナーに水面下で打診する形で合併交渉が開始された。1966年6月8日、ニューヨークで合併合意が発表された。合意は以下のようなものである。
- NFL、AFLは統合して、1969年までに26チーム、1970年またはそれ以降の早い時期に28チームへ拡大させる。
- 既存のフランチャイズはすべて維持され、大都市圏外に移転されることはない。また、相手方のメディア市場に新しいフランチャイズを配置しない。
- NFL既存のメディア市場にAFLが新設したオークランド・レイダースとニューヨーク・ジェッツは、その既存のメディア市場のNFLチームであるサンフランシスコ・49ersとニューヨーク・ジャイアンツに補償金を支払う。
- 両リーグ共同で、大学選手の「共通ドラフト」を開催し、大学のトップ候補選手をめぐる両リーグ間の入札戦争を事実上終わらせる。
- 両リーグの日程は1969年シーズンまで現状維持する。
- 1967年から両リーグのチャンピオンが対戦するAFL-NFLワールドチャンピオンシップゲーム（後に「スーパーボウル」と命名）を毎年開催し、開催地はどちらかのホームスタジアムではなく、事前に決定する。
- 両リーグは、1970年に統合し、遅くとも1970年までには統一ルールでプレーする。
- AFLの歴史はNFLに組み込まれ、AFLでデビューした時期は関係なく、NFLでプレーしたものとして公式記録とする。
- 合意の発効により、AFLコミッショナーは直ちに廃止し、NFLコミッショナーを最高執行責任者とする。

統合するとされた1970年に近づくとNFLのピッツバーグ・スティーラーズ、クリーブランド・ブラウンズ、ボルチモア・コルツがAFL10チームに加わり、「アメリカン・フットボール・カンファレンス（AFC）」を結成することが合意された。残ったNFLの13チームは「ナショナル・フットボール・カンファレンス（ナショナル・フットボール・カンファレンス）」に所属することとなった。
次にAFCとNFCをどのように地区分けすべきかが議論されたが、AFCについては地理的に東西と中部にはっきりと分かれていたのですぐに決定されたが、NFCについては多くの議論を要し、最終的には以下の5案が策定された。ラムズと49ersは西地区、ジャイアンツ、イーグルス、レッドスキンズが東地区に所属することは確定していたが、その他については意見が分かれた。
| 西地区       | 中地区     | 東地区         |
| ------------ | ---------- | -------------- |
| ラムズ       | ベアーズ   | ジャイアンツ   |
| 49ers        | パッカーズ | イーグルス     |
| カウボーイズ | ライオンズ | レッドスキンズ |
| カージナルス | セインツ   | ファルコンズ   |
|              |            | バイキングス   |

| 西地区     | 中地区       | 東地区         |
| ---------- | ------------ | -------------- |
| ラムズ     | ファルコンズ | ジャイアンツ   |
| 49ers      | カウボーイズ | イーグルス     |
| ベアーズ   | セインツ     | レッドスキンズ |
| ライオンズ | カージナルス | バイキングス   |
| パッカーズ |              |                |

| 西地区       | 中地区       | 東地区         |
| ------------ | ------------ | -------------- |
| ラムズ       | ベアーズ     | ジャイアンツ   |
| 49ers        | パッカーズ   | イーグルス     |
| ファルコンズ | ライオンズ   | レッドスキンズ |
| セインツ     | バイキングス | カウボーイズ   |
|              |              | カージナルス   |

| 西地区       | 中地区       | 東地区         |
| ------------ | ------------ | -------------- |
| ラムズ       | ベアーズ     | ジャイアンツ   |
| 49ers        | パッカーズ   | イーグルス     |
| カウボーイズ | ライオンズ   | レッドスキンズ |
| セインツ     | ファルコンズ | カージナルス   |
|              |              | バイキングス   |

| 西地区       | 中地区       | 東地区         |
| ------------ | ------------ | -------------- |
| ラムズ       | ベアーズ     | ジャイアンツ   |
| 49ers        | パッカーズ   | イーグルス     |
| ファルコンズ | カウボーイズ | レッドスキンズ |
| セインツ     | カージナルス | ライオンズ     |
|              |              | バイキングス   |

これらの5つの案のいずれにするべきかを合議では最終的に決定することができなかったので、くじ引きで決定することになった。この5つの案が書かれた紙が金魚鉢に入れられ、NFLコミッショナーの秘書であった女性が1枚を取り出し、分割案3に決定された。この案はカウボーイズが東地区でプレーし、バイキングスが中地区でプレーする唯一の案であり、ここで決定された地区のライバル関係は4地区制になっても、NFC東地区とNFC北地区に引き継がれることとなった。
この合併により、全米三大ネットワークとの放映契約を安定的に締結できるようになり、NFCはCBS、AFCはNBCと放映契約を締結し、ABCがマンデーナイトフットボールを放映することとなった。

## 参照